# Lambda Sagittarii
Lambda Sagittarii (λ Sgr, Kaus Borealis) – gwiazda w gwiazdozbiorze Strzelca, odległa o 84 lata świetlne od Słońca.

## Nazwa
Gwiazda ta nosi tradycyjną nazwę Kaus Borealis, która wywodzi się od arabskiego ‏قوس‎ qaws, co oznacza „łuk” z łacińskim określeniem Borealis, czyli „północna” (część). Wraz z gwiazdami Epsilon Sagittarii i Delta Sagittarii tworzy „łuk” Strzelca. Międzynarodowa Unia Astronomiczna w 2016 roku formalnie zatwierdziła użycie nazwy Kaus Borealis dla określenia tej gwiazdy.

## Charakterystyka obserwacyjna
Jest to piąta co do jasności gwiazda gwiazdozbioru. Tworzy część asteryzmu zwanego „Dzbankiem do Herbaty” lub „Imbrykiem” (jego szczyt). Jest to także najjaśniejsza gwiazda w pobliżu punktu przesilenia grudniowego, najdalszego na południe w corocznej wędrówce Słońca po ekliptyce.
Będąc położona blisko ekliptyki, Lambda Sagittarii bywa zakrywana przez Księżyc i planety. 18 listopada 1984 roku zakryła ją Wenus.

## Charakterystyka fizyczna
Kaus Borealis to pomarańczowy olbrzym należący do typu widmowego K. Ma temperaturę 4700 K i wypromieniowuje 52 razy więcej promieniowania od Słońca. Masa gwiazdy to 2,3 masy Słońca, zaś promień jest równy 11 R☉. Obecnie w jądrze tej gwiazdy trwa synteza helu w węgiel i tlen. Gwiazda jest słabym źródłem rentgenowskim, co świadczy o aktywności magnetycznej, dość nieoczekiwanej u gwiazd tego rodzaju.
Lambda Sagittarii ma optyczną towarzyszkę o wielkości 9,8m, oddaloną o 84,2 sekundy kątowej (w 2010 roku). Znajduje się ona jednak znacznie dalej od Słońca, ma inny ruch własny i nie jest związana grawitacyjnie z jaśniejszą gwiazdą.